# Para-Nitrophenylphosphat
para-Nitrophenylphosphat ist eine organische chemische Verbindung aus den Gruppen der Phosphorsäureester und der Nitrobenzole. Sie ist experimentell relevant als Substrat der Enzymgruppe der Phosphatasen und kommt nicht biogen vor.

## Verwendung
pNPP wird als Chromogen bei einer Immunfärbung zum Nachweis per Alkalischer Phosphatase beim ELISA-Verfahren verwendet. Diese Enzyme katalysieren den Abbau von pNPP zu gelbem p-Nitrophenol.
{\displaystyle \mathrm {pNPP+H_{2}O\;{\overrightarrow {_{Al.Ph.}}}\;pNP+P_{i}} }